# J/AAQ-2
J/AAQ-2は、F-2用に三菱電機が開発した赤外線前方監視装置（FLIR）である。

## 概要

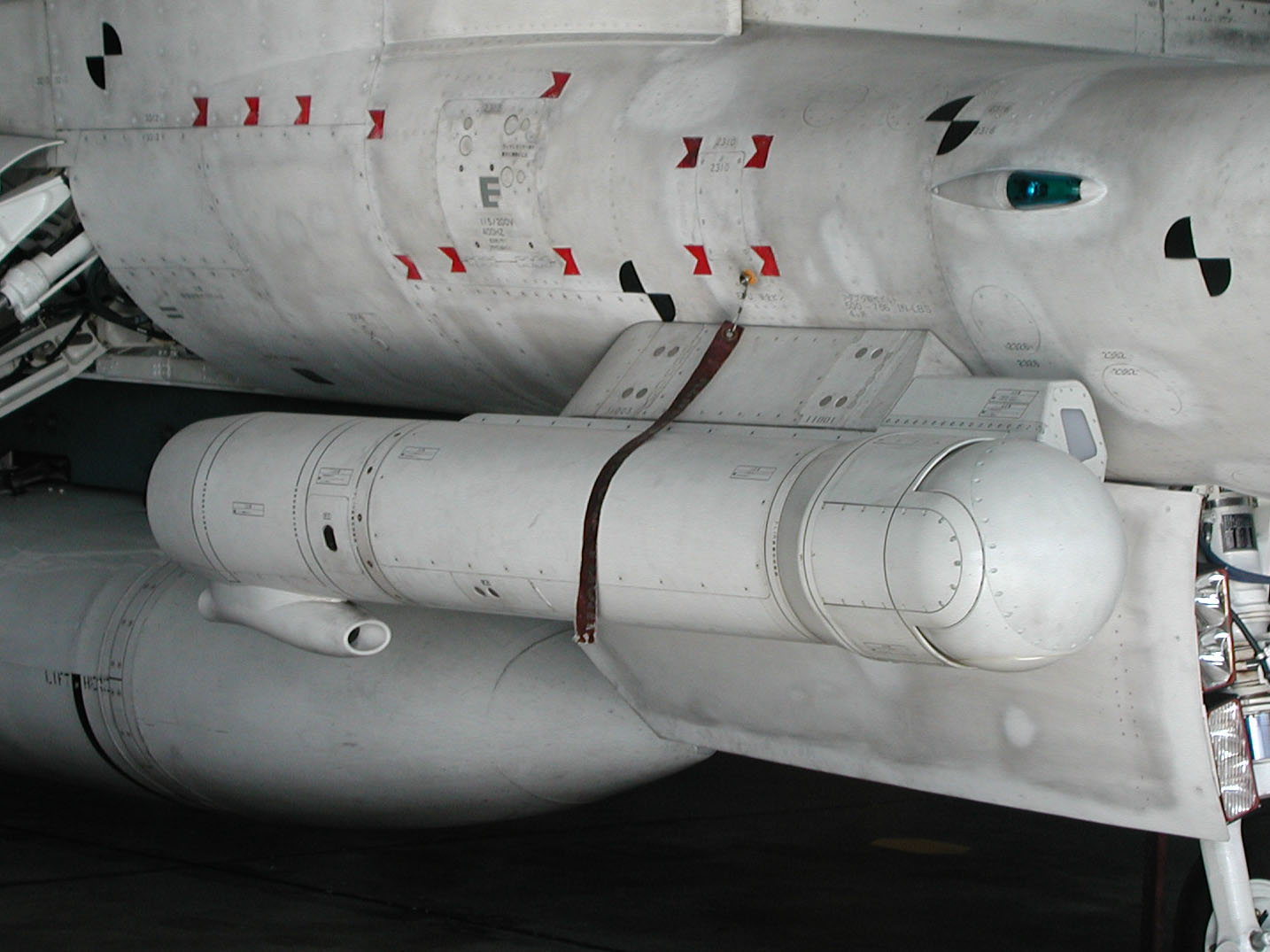
F-2の下に搭載されたJ/AAQ-2の試作品

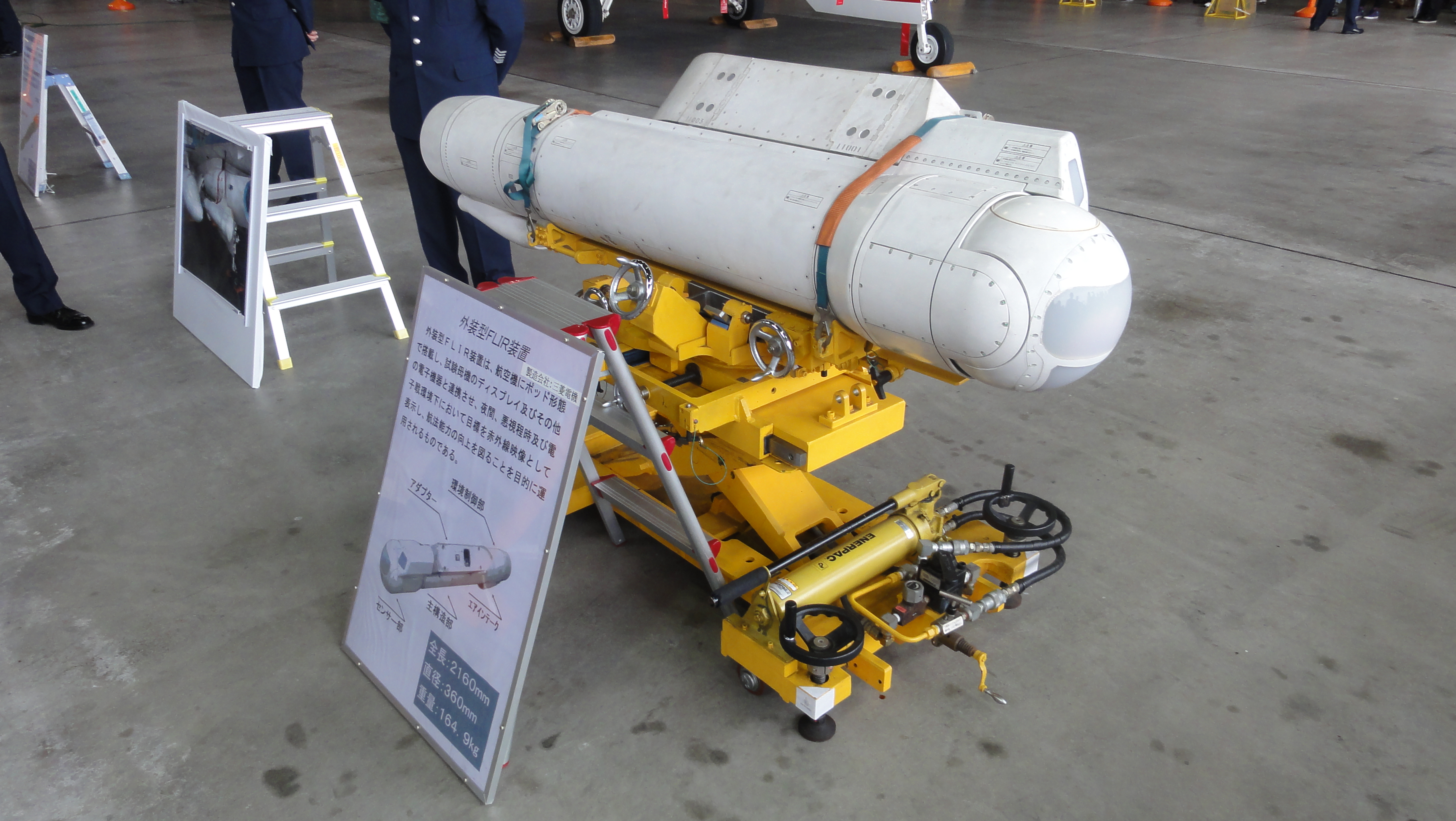
センサー部を展開した状態

J/AAQ-2はF-2にポッド形態で搭載する夜間航法用システムで、夜間や悪天候時の航法機能、空対空および空対地目標の識別・追尾機能のほか、地上の移動目標を追随する機能を有する。しかし、ターゲティングポッドの機能は持っていないと思われる。また、ターレット部分は回転式であり、使用時にはターレットが一回転しセンサーを露出させる仕様となっている。
なお、試作品と量産品で窓の形状が変化しており試作型のターレットのセンサー用の窓が2分割しているのに対し、量産型では1枚の大きな窓となっているがセンサーが一つになったのかそれとも二つのセンサーを一つの窓で覆っているのかは不明。
J/AAQ-2は湾岸戦争の戦訓より夜間低高度航法能力及び精密爆撃能力向上の必要性が認識されたことから開発が行われた。
開発にあたって以下の仕様の要求が行われた
- 陸上及び海上目標に対し、夜間及び悪視程時において目視と同等以上の距離で探知識別及び追尾が可能であること。
- 夜間の晴天時においては、昼間の晴天時の目視と同等の航法が可能であること。
- 悪視程時においては、昼間の悪視程時の目視と同等の航法が可能であること。
- 単一目標に対する自動追尾機能及び対地固定目標に対する測距機能を有すること。
- 本装置の搭載形態は、外装を基準とする。
- 本装置の搭載による航空機の著しい飛行性能の低下がなく、飛行特性が良好であること。

開発は1996年からはじめられ、2004年には実用試験が終了した。2005年（平成17年）度以降に発注されたF-2 18機（A型のみ、93-8547～）には元から本機の搭載能力が付加されており、2007年度から部隊配備が行われている。

## 仕様
より
- 設計開発：三菱電機
- 全長：216cm
- 直径：
  - 試作型 約36cm
  - 量産型 約30cm
- 重量：
  - 試作型 164.9kg
  - 量産型 145kg